# Station Lewisham
Station Lewisham is een spoorwegstation van de Docklands Light Railway en Southeastern in de gelijknamige wijk in de London Borough of Lewisham, Zuid-Londen, Engeland. Het station werd in 1849 in gebruik genomen en wordt sinds 1999 mede gebruikt door de Docklands Light Railway. Als de plannen doorgaan wordt station Lewisham in 2030 het nieuwe eindpunt van de verlengde Bakerloo Line.
| Reizigers Docklands Light Railway | Reizigers Docklands Light Railway |
| --------------------------------- | --------------------------------- |
| Jaar                              | Aantal reizigers (mln)            |
| 2023                              | 7,559                             |